# Denotação
Em linguística, a denotação, também referida como sentido denotativo e sentido literal, é o uso de palavras ou enunciado no seu sentido real, próprio, habitual, preciso. A linguagem denotativa é apenas informativa, ou seja, não produz emoção ao leitor, é o uso da palavra com o único objetivo de informar, que possui o mesmo sentido apresentado no dicionário. É a forma de linguagem usada em jornais, bulas de remédios, em manual de instruções, por exemplo. O seu oposto é a conotação (sentido figurado).
Como exemplo, tem-se a frase Fomos à floricultura e compramos uma flor. Nesse caso, flor possui o mesmo sentido apresentado no dicionário, o que se entende sem que seja necessário uma análise do termo no contexto em que está inserido.
A palavra literária é conotativa, é uma linguagem carregada de emoções e sons. evidente nas crônicas Notícia de Jornal de Stanislaw Ponte Preta: "João José Gualberto, vulgo Sorriso, foi preso na madrugada de ontem, no Beco da Felicidade, por ter assaltado a Casa Garson, de onde roubara um lote de discos. (…)"

## Linguagem denotativa
Linguagem denotativa é quando a emissão da mensagem (e um verbo da linguagem escrita), utiliza a linguagem denotativa, com função referencial. As palavras são empregadas em seu significado (usual, literal, real), referindo-se a uma realidade concreta ou imaginária.